# Cadmiumphosphat
Cadmiumphosphat ist eine anorganische chemische Verbindung des Cadmiums aus der Gruppe der Phosphate.

## Gewinnung und Darstellung
Cadmiumphosphat kann durch Reaktion von Lösungen von Cadmiumsalzen mit Natriumphosphat gewonnen werden.
{\displaystyle \mathrm {3\ CdCl_{2}+2\ Na_{3}PO_{4}\ \longrightarrow \ Cd_{3}(PO_{4})_{2}+6\ NaCl} }

## Eigenschaften
Cadmiumphosphat ist ein farbloser Feststoff, der praktisch unlöslich in Wasser ist. Er besitzt eine monokline Kristallstruktur mit der Raumgruppe P21/c (Raumgruppen-Nr. 14).

## Verwendung
Cadmiumphosphat kann zur Herstellung der Halbleiterverbindung Tricadmiumdiphosphid verwendet werden.